# Kemetizmus
A kemetizmus (a km.t szóból, ami az ókori egyiptomi birodalom neve egyiptomi nyelven) az ókori egyiptomi vallási irányzatok 20-21. századi, modern formája. Az Amerikai Egyesült Államokban jött létre az 1970-es években. Az újpogány hitek közé tartozik, melyekből egyre többet láthattunk az utóbbi évtizedekben. A kemetizmus három fő csoportból áll, melyek mind másképp tekintenek hitvilágukra. Létezik eklektikus, politeisztikus és rekonstrukcionista irányzat.
- Kemetikus wicca: Eklektikus irányzat, amely óegyiptomi elemeket kever a wiccával.
- Kemetikus revivalizmus és rekonstrukció: Egy rekonstrukcionista irányzat, amely az egyiptológiai kutatásokból merít. Ilyenek a Kemetikus Ortodoxia és az Akhet Hwt Hwr, illetve további felekezetek, melyek elsősorban a vallási fenomenológiában gyökereznek, például a Kemetikus Tradicionalizmus.
- Ausar Auset Társaság: Ra Un Nefer Amen vezetése alatt működő szinkretikus, pán-afrikanista, az afrikai diaszpórát célzó mozgalom.

## Történelme és demográfiája
A kemetikus revivalizmus az 1970-es években jelent meg az Amerikai Egyesült Államokban a neopaganizmus általános elterjedésével egyidőben. Az 1970-ben létrehozott Örök Forrás Egyháza, amely az egyiptomi spiritualizmust a New Age-dzsel társította és az 1973-as Ausar Auset Társaság voltak az irányzat első képviselői, őket a 80-as években követte a Kemetikus Ortodoxia és a 90-es években a Akhet Kemetikus rekonstrukcionizmus, majd végül 2000-ben a Kemetikus Tradicionális Vallás.
A mozgalom a New Age-en, wiccán és afrocentrizmuson alapul, utóbbi az afrocentrikus egyiptológiára épül, ami az 1990-es években jött létre az Egyesült Államokban, és az Ókori Egyiptomot fekete kultúrának tekinti.

## Felekezetek

### Ausar Auset Társaság
Az Ausar Auset Társaság egy 1973-ban létrehozott pán-afrikai vallási szervezet. Alapítója és vezetője Ra Un Nefer Amen. Központja a New York-i Brooklynban van. A szervezet célja, hogy tagjai számára biztosítsa a kemetikus életvitel gyakorlásának lehetőségét. Afrika központú spirituális képzést nyújt az afroamerikai közösségnek. A vallás filozófiai és kozmogóniai alapját a kemetikus Életfa (Paut Neteru) adja. Megkísérli az ősi civilizáció tradícióit egy spirituális életstílusként újjáteremteni.

### Az Örök Forrás Egyháza
Az Örök Forrás Egyháza (Burbank, Kalifornia, 1970 óta), valamint a vele kapcsolatban lévő Ptah Temploma és Anubis Köre (Portland, Oregon 1975 óta). Eklektikus irányzatot képvisel. "Minden pogány és wicca előtt nyitva áll, akiket érdekelnek az ősi egyiptomi vallások".

### Atenizmus
A modern Atenizmus az Ehnaton reforjai után kialakult ősi egyiptomi szokásokban gyökerező újraalkotott vallás. Folyamatosan változik, ősi és modern elemek keverékéből álló új, élő hitvilágot hozva létre. A modern atenizmus létrejötte után gyors növekedésnek indult, ám ez a gyarapodás hamar megtorpant. Az internet korai éveiben élénk törekvések folytak a vallás meghatározására, de az ezzel foglalkozó csoportok idővel eltűntek. Jelenleg csupán néhány aktív Atenista csoport működik.

### Kemetikus ortodoxia
A kemetikus ortodoxia a kemetikus rekonstrukcionizmushoz tartozó tradíció. 1994-ben ismerte el mint vallást az amerikai szövetségi állam Netjer Háza név alatt. Tanításai a monolatrizmus, az ősök tisztelete és az önfeláldozás. Bár ősi egyiptomi hiedelmekben gyökerezik, 1988-ban alapította Tamara L. Siuda, akit a hívők formálisan "Őszentsége, I. Sekhenet-Ma'at-Ra setep-en-Ra Hekatawy, a Kemetikus Ortodox hit Niszut-Biti"-jének szólítanak. Koronázását ő maga végezte Egyiptomban 1996-ban, 2000-ben pedig diplomát szerzett Egyiptológiából. A szervezet központja az Illinois állambeli Jolietben van a Tawy House templomban, de az egész világon élnek követői, akik az interneten keresztül tartják a kapcsolatot.

### Kemetikus rekonstrukció
A kemetikus rekonstrukcionisták elfogadják, hogy nincs megtöretlen kemetikus hagyomány és az ősi hitvilágot megérteni csak komoly tanulmányokon keresztül lehet. Arra törekszenek, hogy az eredeti rituálékat és szokásokat a lehető legpontosabban rekonstruálják. A pogány rekonstrukcionista vallások közé sorolják magukat. Ezek a csoportok nem foglalkoznak a vallásuk kulturális vonzataival. Úgy gondolják, hogy modern emberekként a vallási szokásokon kívül nem szükséges ezen ősi hagyományok gyakorlása. Példa erre a Nisut szerepéről alkotott véleményük. Úgy gondolják, mivel már nem létezik a nemzet királyra sincs szükség. A templom vezetősége modern bizottságként működik, antropológiai és egyiptológiai kutatások alapján hozzák meg a hitre vonatkozó döntéseiket.

## Fordítás
Ez a szócikk részben vagy egészben  a   Kemetism című angol Wikipédia-szócikk fordításán alapul.  Az eredeti cikk szerkesztőit annak laptörténete sorolja fel. Ez a jelzés csupán a megfogalmazás eredetét és a szerzői jogokat jelzi, nem szolgál a cikkben szereplő információk forrásmegjelöléseként.